# Pionus
Pionus este un gen de păsări psittaciforme din familia Psittacidae, originare din Mexic, America Centrală și de Sud. Caracteristice genului sunt corpul gros, inelul lipsit de pene din jurul ochilor (care poate varia în culoare) și coada scurtă și pătrată.

## Taxonomie
Genul Pionus a fost introdus în 1832 de naturalistul german Johann Georg Wagler. Numele provine din greaca veche piōn, pionos însemnând „gras”. Specia tip a fost desemnată ca papagalul cu cap albastru de George Robert Gray în 1840.

### Specii
Genul conține opt specii:
- Pionus menstruus
- Pionus sordidus
- Pionus maximiliani
- Pionus senilis
- Pionus tumultuosus
- Pionus chalcopterus
- Pionus fuscus
- Pionus seniloides

## Galerie

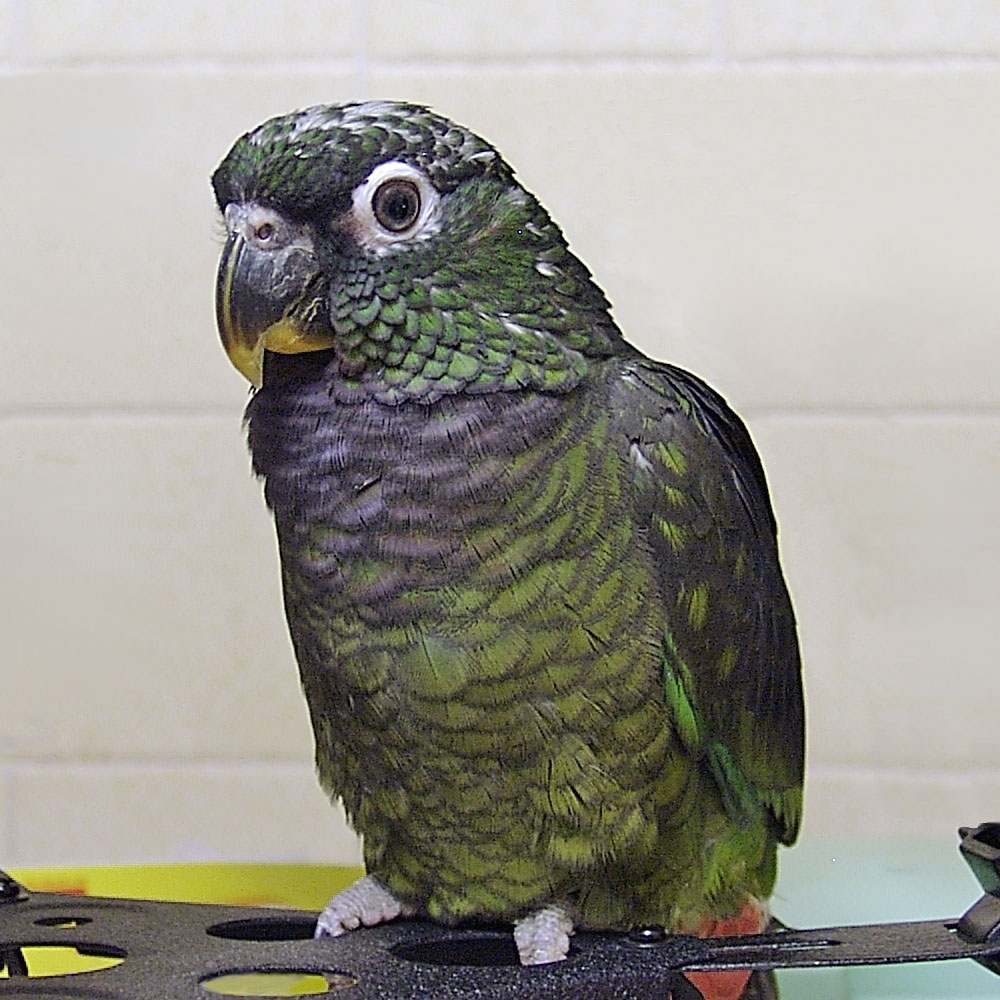
Pionus maximiliani
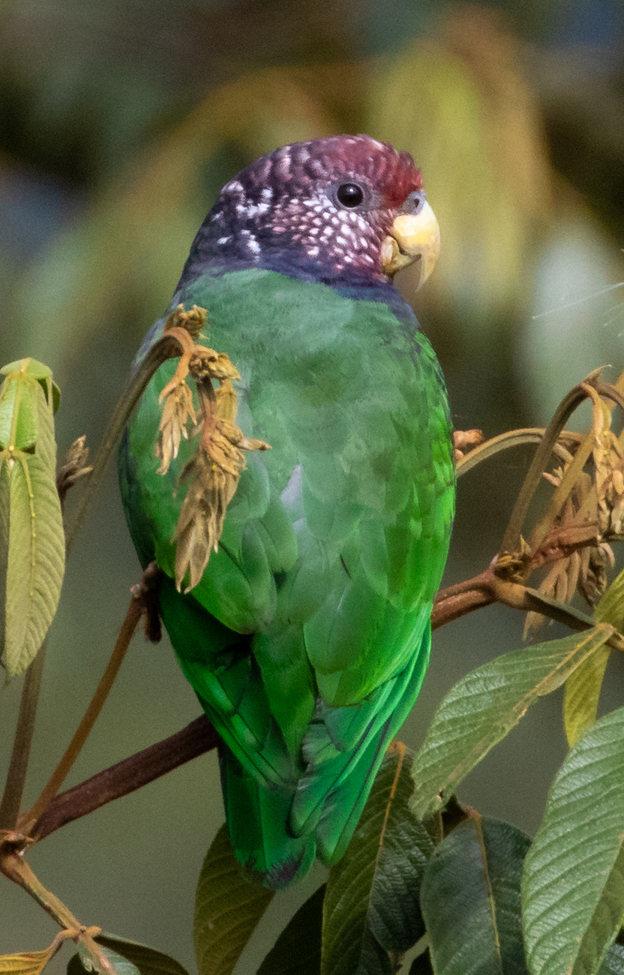
Pionus tumultuosus
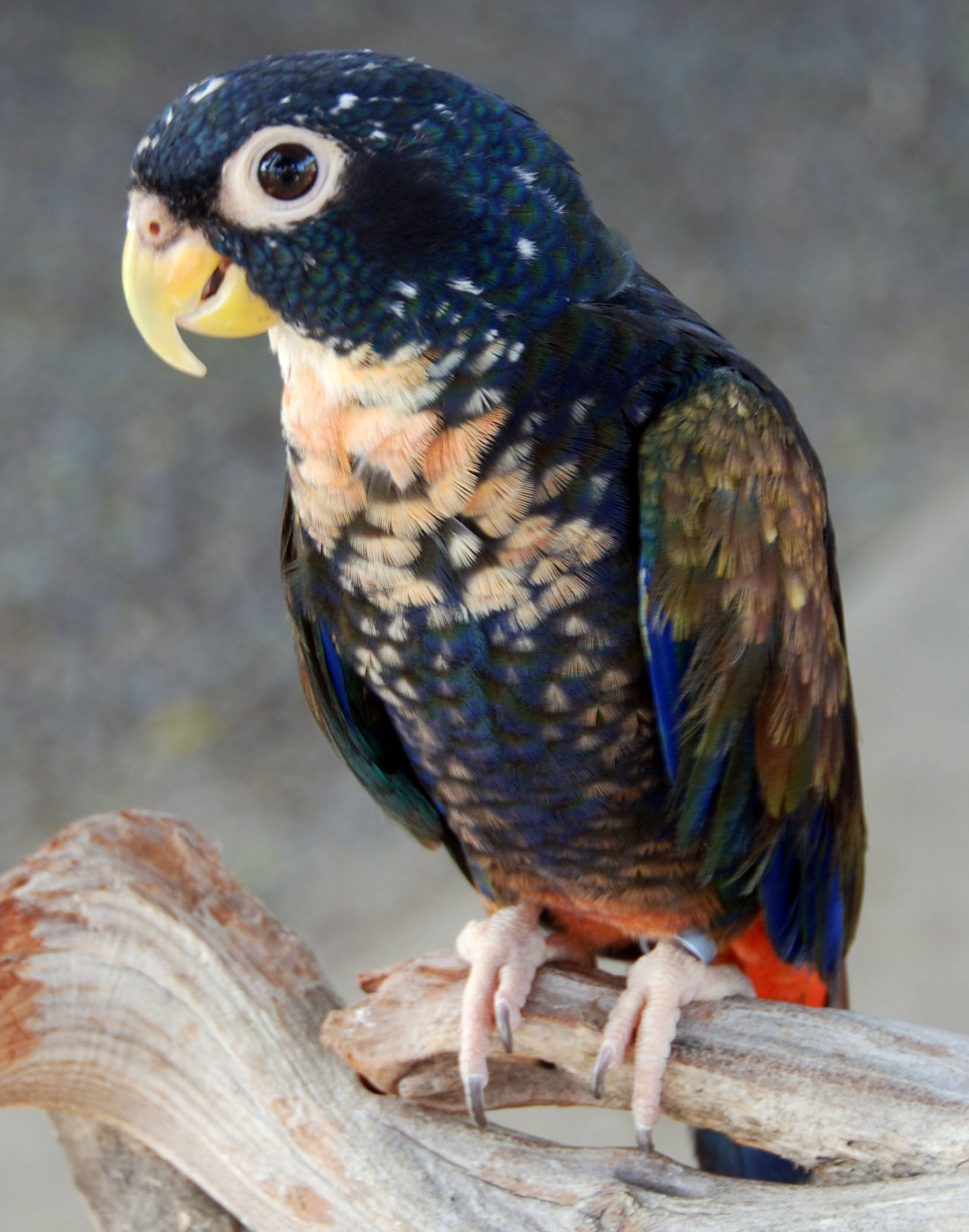
Pionus chalcopterus
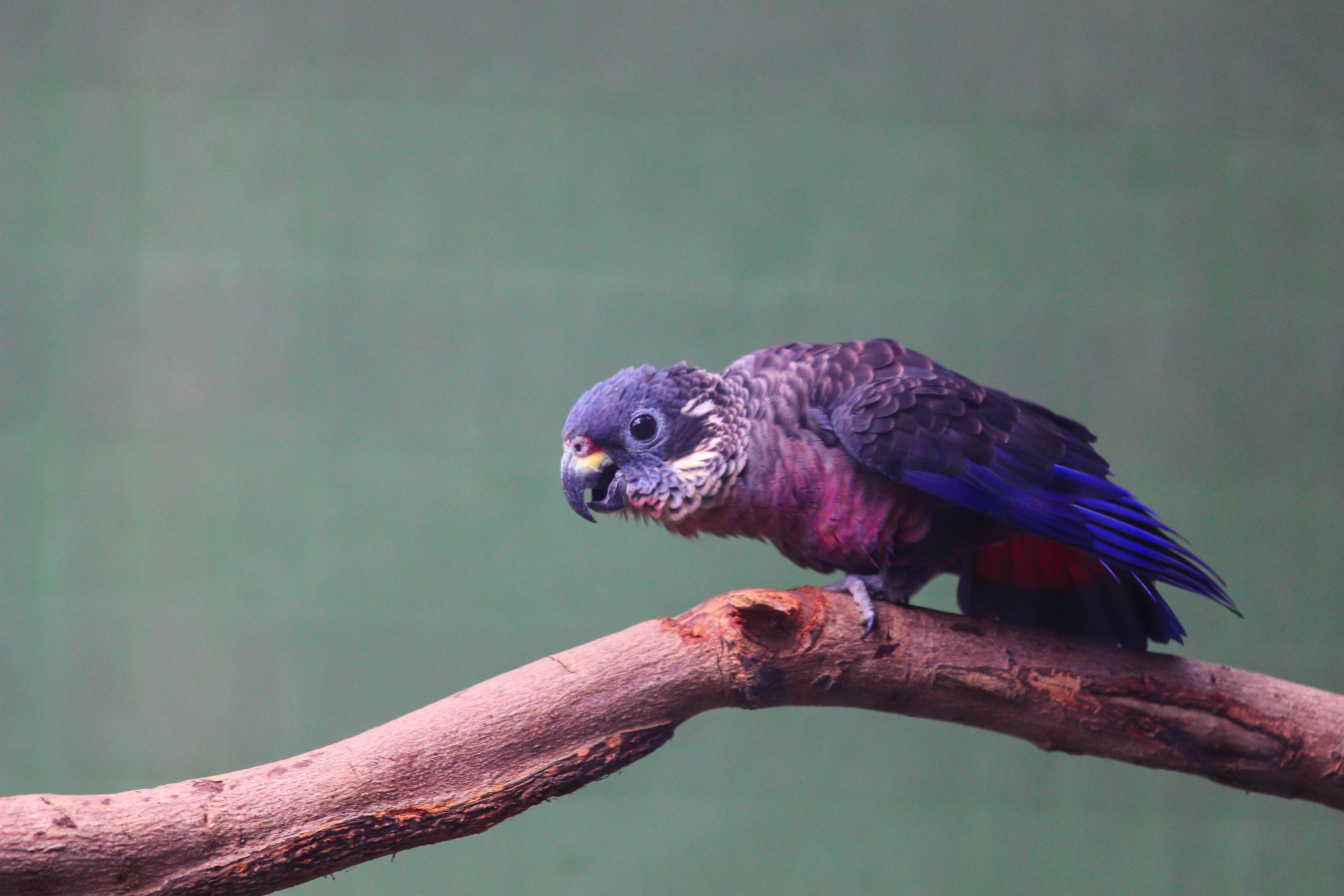
Pionus fuscus
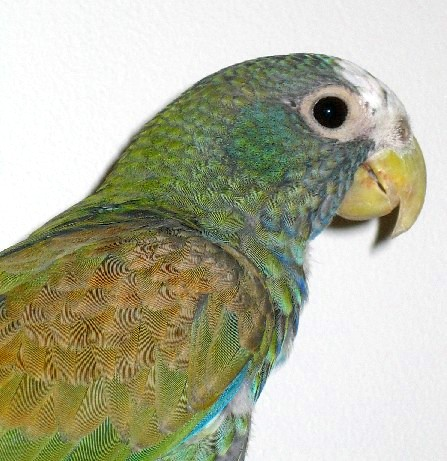
Pionus senilis